# Ommatius forticulus
Ommatius forticulus är en tvåvingeart som beskrevs av Scarbrough och Costantino 2005. Ommatius forticulus ingår i släktet Ommatius och familjen rovflugor. Inga underarter finns listade i Catalogue of Life.